# Museo Histórico Militar de Canarias
El Museo Histórico Militar de Canarias está situado en el interior del Fuerte de Almeyda de la ciudad de Santa Cruz de Tenerife, en las Islas Canarias (España).

## Historia
El museo se inauguró en 1988 con el nombre inicial de Museo Militar Regional de Canarias. Su nombre actual es Museo Histórico Militar de Canarias. Está ubicado en el Fuerte de Almeyda, en Santa Cruz de Tenerife. La fortaleza se construyó al Norte del barrio del Toscal, en un lugar conocido desde antiguo como "Huerta de los Melones", que se encontraba en un punto estratégico entre la desembocadura del barranco de Almeida y el mar, ya ocupado por baterías artilleras desde mediados del siglo XVII. Fue construido a raíz del frustrado ataque de la escuadra inglesa en 1797, al mando del Contralmirante Nelson, para contrarrestar la carencia de defensas de la ciudad por su parte norte y oeste tanto de ataques marítimos como terrestres. Su construcción se demoró hasta 1859, finalizándose los trabajos en 1884, cuando ya los avances de la Artillería hicieron inútil la obra para los fines para los que había sido concebida.
El museo se abrió al público el 1 de febrero de 1988 y se inauguró oficialmente el 25 de julio del mismo año. Desde entonces ha ido creciendo y ofreciendo cada vez más fondos a la contemplación de sus visitantes. Además de su exposición permanente, el museo desarrolla una intensa actividad que le ha convertido en una institución de prestigio en la vida de la ciudad y del archipiélago, relacionándose con los organismos culturales del Gobierno Autónomo, cabildos, ayuntamientos, universidades, centros de enseñanza, etc.
Con una superficie expositiva en sala de más de 900 m², representa la materialización de la Historia Militar de las Islas Canarias. La planta alta presenta un recorrido cronológico de la historia militar de Canarias en conexión con los acontecimientos de su entorno: la incorporación de Canarias a la Corona de Castilla, fortificaciones y milicias, la Gesta del 25 de julio de 1797, el África Occidental Española, entre otras. En la planta baja se exponen banderas, colecciones monográficas de armamento, condecoraciones, aparatos de medición y calibración, material de transmisiones, cartografía, arte, maquetas, dioramas. 
Entre sus fondos destacan  el Cañón "Hércules", cañón aculebrinado fundido en Flandes en el siglo XVI que protegió las costas de Tenerife hasta el siglo XIX. Dos banderas inglesas ganadas en combate a las fuerzas que intentaron el desembarco en Santa Cruz de Tenerife el 25 de julio de 1797. 
Circundando el fuerte, los fondos se distribuyen entre las zonas ajardinadas y de vehículos históricos. Su fortaleza exterior es fiel reflejo de la arquitectura de finales del siglo XIX, combinando piedra y el primer hormigón hidráulico de Canarias. Está compuesta de ocho casamatas abovedadas y una caponera defensiva. En su parte superior destaca un paseo entre piezas antiaéreas, en donde se puede contemplar el puerto de la capital.